# Famille Petit de Chemellier
La famille Petit de Chemellier est une famille subsistante de la noblesse française de noblesse d'extraction originaire d'Anjou remontant à 1418 et maintenue noble en 1666 et 1789. 
Remontant aux Croisades au XIème siècle, elle comprend parmi ses membres des officiers dans l'armée française, l'Ordre de Saint Jean de Jérusalem et l'armée des Princes.

## Histoire
M. Bachelin-Deflorenne, considère que cette famille trouverait ses origines dans le Maine au XIe siècle à travers la famille Parvus (Petit) dont les membres sont qualifiés de chevaliers. Le  chevalier croisé Bustichus Parvus épousa en terre sainte vers 1170 Sibylle de Milly, fille de Guy de Milly seigneur de Naplouse et nièce du templier Philippe de Milly Grand Maître du Temple qui défend Gaza devant les troupes de Saladin. 
Régis Valette écrit que cette famille originaire de l'Anjou est de noblesse d'ancienne extraction sur preuve de filiation noble remontant à 1418.
M. Bachelin-Deflorenne, indique qu'elle a donné Jean Petit de Salvert, chevalier de l'ordre de Saint-Jean de Jérusalem en 1594 et plusieurs officiers  dans l'armée française.
Ludovic Drigon de Magny rapporte que la famille Petit a prouvé sa noblesse devant l'ordre de Saint-Jean de Jérusalem pour le réception d'un de ses membres le 24 avril 1594 et par un procès-verbal du général de l'Ordre le 17 mars 1635.
Elle a été maintenue noble le 23 avril 1666 par Voisin de la Noiraye, commissaire du roi, député dans la province de Touraine et par jugement du 10 avril 1715 de l'intendant de Touraine. Elle a reçu de Chérin, généalogiste des ordres du roi, un certificat de noblesse en date du 7 mars 1789.
Cette famille est membre de l'association d'entraide de la noblesse française.
Elle descend notamment par alliance du maire d'Angers, Charles Louët 1630-1632, des maires de guerre de Lunévile Edmond Keller 1870 et Emile Georges Keller 1914, du comte romain Joseph de Pesquidoux, écrivain et académicien, du flibustier Pierre Lelong premier commandant français et fondateur du Cap français à Saint-Domingue.
La Révolution française vu disparaître le vicomte Raoul René Petit de Chemellier à Quiberon et son fils Jean-Guy René Raoul Petit de Chemellier à l'armée des Princes à Aix La Chapelle, tandis que Marie Petit de Chemellier, mariée à Jacques Dominique de Buzelet major de division de la cavalerie noble du prince de Condé à l'armée des Princes, fût sauvée de justesse de la guillotine en s'y soustrayant.

## Filiation
- Guy Petit de la Pichonnière (né en 1700), capitaine au régiment de Picardie puis capitaine du second bataillon d'Orléanais, chevalier de Saint-Louis, marié en 1711 à Marie Legouz de Bordes[4].
  - Raoul René Petit de Chemellier (né en 1723), lieutenant au régiment de Bourbonnais puis capitaine au régiment de Béarn, marié à Jeanne Ribault de Lisle[4].
    - Jean Guy René Raoul Petit de Chemellier (1757-1792), capitaine au régiment du Dauphin dragons, tué à l'armée des Princes. Marié le 20 avril 1784 à Blaison à Adélaïde Françoise Louët[4].
      - Jean Guy René Petit de Chemellier (1785-1881) épouse le 11 juillet 1820 à Nantes, Marie-Zoé Rousseau de La Mesnadière.
        - Georges Petit de Chemellier (1835-1907), artiste sculpteur[8],[Note 1].
        - Paul René Petit de Chemellier (1836-1906), sous-préfet de Saint-Flour, Guingamp, Rambouillet, Hazebrouck et Corbeil. Marié à Marguerite Petot.
          - Thibaut Petit de Chemellier (1885-1975), officier d'artillerie pendant la première guerre mondiale, croix de guerre 1914-1918, marié en 1922 à Olga Keller.
            - Jean petit de Chemellier (1925),, engagé volontaire au sein de la 2e division blindée du Général Leclerc  au sein du 11/64 R.A.D.B[10].

      - Charles Raoul Petit de Chemellier (1786-1861), officier supérieur au sein des Dragons de la Garde impériale puis de la garde royale. Chevalier de la Légion d'honneur, chevalier de Saint-Louis et chevalier de Saint-Ferdinand d'Espagne[4].

## Alliances
Ses principales alliances sont. : Éveillechien, Marteau de la Roche, Thouaisnon, de la Gaubretière, de Turpin, Hamon de la Marquerie, d'Oyron, de Tusseau, de Rothrays, Louis de la Barre, Romain de Champnoir, Thorodes de Maseilles, René de Girard de Boismorin, Verré de Chauvigné, de Malaunay, Lemaire de la Rochejacquelein, de Messac, de Vascher, Éveillard de Maurue, de la Poussière de Mathefelon, de Cherbaye, de Malineau, de Sainte-Cécile, Lestran de Saint-Heslan, Dosdefer, Maison de Maillé, de la Tour-Landry, de Crochard, Legouz de Bordes, Ribault de l'Isle, de la Ville de Férolles des Dorides, de Buzelet, Louët, du Moncel, Rouxeau de la Mesnardière.

## Armes
Les armes de la famille se blasonnent ainsi : De sable à trois croix pattées d'or, accompagnées en abîme d'un cœur du même.

## Pour approfondir